# Eben Vorster
Pour les articles homonymes, voir Vorster.
Eben Vorster, né le 23 avril 1997 à Bellville, est un nageur sud-africain.

## Carrière
Aux Championnats d'Afrique de natation 2016 à Bloemfontein, Eben Vorster obtient la médaille d'or du 200 mètres papillon et du relais 4 x 100 mètres nage libre.